# Râul Somme
Somme este un râu în nordul Franței. Izvorăște din departamentul Aisne lânga localitatea Fonsommes. Are o lungime de 262 km, un debit mediu de 35 m³/s și un bazin colector de 6.550 km². Se varsă în Canalul Mânecii în dreptul localității Saint-Valery-sur-Somme, Somme. 